# Mihálka Antal
Mihálka Antal (Vác, 1810. december 4. - Pest, 1867. augusztus 12.) magyar orvos, fiúnevelő intézet tulajdonosa.

## Életpályája
Gimnáziumi tanulmányait szülővárosában végezte el. 1827-ben belépett a kegyesrendbe.  A próbaévet Trencsénben, a bölcseletet Vácon, a teológia nagyobb részét Nyitrán végezte, azonban mielőtt e tanulmányait teljesen befejezte volna, elhagyta a szerzetet és az orvosi pályára lépett, ahol az állat- és ásványtant különös előszeretettel tanulta.
1842-ben a az állatgyógyásati (akkori szóhasználattal: baromorvoslási) intézetben megürült tanszékre tanító orvosnak nevezték ki, ahol négy évig a természetrajzot, állattenyésztést, ménes- és gyógyszertant adta elő. 1846-tól az újonnan felállított József Ipartanoddánál tanárnak alkalmazták, ahol a természetrajz, áruisme és kereskedelmi földleírás tanszékét nyerte el. 1850-ben nyugalmazták; ezután a természettudományoknak élt. 1856-ban engedélyt kapott Pesten egy fiúnevelő- és tanintézet megnyitására. 1862. november 24-től a pesti IV. kerületi főreáliskolában a természetrajz rendes tanára volt.

## Munkái
1. A jegeczisme elemei. Rose Gusztáv után. Pest, 1843. 13 kőmetszettel.
2. Általános baromorvoslási könyv, vagyis alapos és népszerű oktatás, mely a tenyésztőt a házi állatok betegségeinek könnyű megismerésére s a legegyszerűbb és legolcsóbb módoni orvoslására tanítja. Wagenfeld után a 6. kiadás szerint ford. 70 ábrával 9 aczélra metszett táblán. U. ott, 1846. (2. kiadás 1848., 3. k. 1861. U. ott).
3. Ásványtan. Középtanodák használatára. Első rész. Ásványisme (Oryktognosie) 62 fametszvénynyel. U. ott, 1851. (Ism. M. Hirlap 1852. 832. sz. 2. bőv. kiadás 1854., 108 fametszvénynyel, 3. jav. k. 1857. U. ott).
4. Növénytan. Középtanodák használatára. Pest, 1852. 296 fametszvény-rajzzal (Ism. M. Hirlap 832–38. sz. 2. átdolg. kiadás 314 fametszvénynyel. U. ott, 1856., 3. bőv. k. 1861., 4. bőv. k. 1868. U. ott).
5. Állattan felsőbb gymansiumok használatára. 170 fametszvényi rajzzal. U. ott, 1854. (Ism. P. Napló 1059. sz., 2. jav. kiadás. U. ott, 1860. 3. kiadás. Az állatország alapvonalai cz. 1865., 170 fametszvénynyel, 4. k. átdolgozta Pap János 128 fametszvénynyel. 1873. U. ott).
6. A földisme alapvonalai a lyceum és főreáltanodák használatára. 206 fametsz. Pest, 1862.
7. Az állattan elemei. Algymnasiumok és alreáltanodák használatára. 116 fametszvényi rajzzal. Pest, 1864. (2. kiadás 1869., 3. k. átdolgozta Fillinger Károly. Bpest, 1874.)
8. Az állattan alapvonalai. Főgymnasium és főreáliskolákban használatra. Pest, 1864. (2. jav. k. 1865., 4. átdolg. k. Pap Jánostól. Bpest, 1873. 128 fam.)
9. Az ásványtan alapvonalai főgymn. és főreáltanodákbani használatra. Pest, 1864. (4. egészen ujonnan átdolg. k. 140 fam., 5. átdolg. k. Beyer Henriktől. Bpest, 1873.)10. Az ásványtan elemei középtanodai alosztályok számára. Pest, 1865. 155 fametszvénynyel (2. k. 1870., 3. teljesen átdolgozott bőv. kiadás Madaras Elektől. Bpest, 1876.).
10. A növénytan elemei. Gymnasium és reáltanodákbani használatra. Pest, 1866. 42 fam. (2. k. 1869., 3. bőv. k. telj. átdolg. Madaras Elek. Bpest, 1876.).